# Paul Gisevius
Paul Gisevius (* 28. September 1858 in Wartenburg, Ostpreußen; † 26. November 1935 in Gießen) war ein deutscher Agrarwissenschaftler. Als Hochschullehrer an der Universität Gießen hat er das dortige Landwirtschaftliche Institut zu einer anerkannten Lehr- und Forschungsstätte ausgebaut.

## Herkunft
Seine Eltern waren der Gutsbesitzer und Landrat Otto Gisevius  (* 16. Juli 1821; † 12. Februar 1871) und dessen Ehefrau Charlotte Adolphine Therese Gisevius (1824–1884).

## Lebensweg
Er besuchte das Gymnasium in Königsberg und studierte seit 1879 Naturwissenschaften und Landwirtschaft an den Universitäten Königsberg und Bonn sowie an der Landwirtschaftlichen Akademie in Poppelsdorf, wo er im Sommersemester 1881 in der Verbindung Salia, der späteren Landsmannschaft Salia, aktiv wurde. 1883 bestand er in Poppelsdorf das Examen zum Kulturtechniker. Im selben Jahr wurde er an der Universität Bonn mit einer methodischen Arbeit über die Bestimmung von Mineralien zum Dr. phil. promoviert.
Nach einer Ausbildung als Landwirtschaftslehrer arbeitete Gisevius mehrere Jahre in der landwirtschaftlichen Praxis. 1886 trat er als Wanderlehrer in den Dienst des Ostpreußischen Landwirtschaftlichen Centralvereins und richtete in dessen Auftrag in Braunsberg eine landwirtschaftliche Winterschule ein. 1888 erhielt er eine Anstellung als Lehrer an der Landwirtschaftsschule in Dahme (Mark Brandenburg). Seit 1896 leitete er diese Schule als Direktor.
1898 folgte Gisevius einem Ruf an die Universität Königsberg als außerordentlicher Professor für Allgemeine und Spezielle Pflanzenproduktionslehre. Er hielt Vorlesungen über Pflanzenbau, Grünlandlehre, Kulturtechnik und Pflanzenzüchtung. Auf einem Versuchsgut in der Nähe von Königsberg und auch an anderen Orten in Ostpreußen führte er Sortenanbau-Versuche durch. 1903 wurde er als ordentlicher Professor und Direktor des Landwirtschaftlichen Instituts an die Universität Gießen berufen. Hier wirkte er bis zu seiner Emeritierung im Jahre 1925.

## Forschungs- und Lehrtätigkeit
An der Universität Königsberg befasste sich Gisevius besonders mit dem Sortenversuchswesen in Ost- und Westpreußen. Er organisierte die ersten Saatbauvereine in diesem Teil Deutschlands und betreute dort auch die von der Deutschen Landwirtschafts-Gesellschaft in allen Teilen Deutschlands durchgeführten vergleichenden Sortenversuche. Außerdem betätigte er sich als Pflanzenzüchter. Für klimatisch ungünstige Lagen konnte er eine neue Weizensorte selektieren, die als „Gisevius-Weizen“ für längere Zeit im Handel gewesen ist.
Erst an der Universität Gießen fand Gisevius ausreichende Unterstützung, um seine Vorstellungen für eine universelle landwirtschaftliche Lehre und Forschung zu realisieren. Nach dem Vorbild anderer Universitäten etablierte er in Gießen einen eigenständigen landwirtschaftlichen Studiengang. Nachdrücklich befürwortete er jedoch auch spezielle Zusatzausbildungen mit Sonderprüfungen. Erste Spezialkurse für Pflanzenzüchter, Tierzuchtinspektoren und Kulturtechniker konnte er durchführen.
Das Landwirtschaftliche Institut der Universität Gießen baute er zu einer angesehenen Forschungsstätte aus. Georg Derlitzki gehörte hier zu seinen Studenten. Bereits 1904 errichtete er eine Wetterdienststelle und eine Hauptstelle für Pflanzenschutz. In Zusammenarbeit mit der Landwirtschaftskammer Hessen-Nassau gelang es ihm, dem Institut eine Maschinenprüfungsanstalt, eine Samenkontrollstation, eine Kartoffelversuchsstelle und eine Braugerstenbonitierungsstelle anzugliedern. Die Kontakte mit der Landwirtschaftskammer führten zu einer engen Verbindung von Wissenschaft und Praxis. Aktuelle Probleme aus dem Alltag des Landbaus bestimmten maßgebend die Forschungsschwerpunkte an seinem Institut. Die meisten seiner Feldversuche musste Gisevius allerdings auf gepachteten Flächen durchführen. Erst kurz vor seiner Emeritierung stellte ihm das Land Hessen eine Versuchswirtschaft für Forschungszwecke zur Verfügung.
Gisevius ist Autor, Herausgeber und Mitherausgeber einer Vielzahl von Büchern und Schriften. Von den beiden unter seiner Federführung bearbeiteten Lehrbüchern „Ackerbau“ und „Pflanzenbau“ sind zwischen 1893 und 1921 jeweils zehn Auflagen erschienen. Zahlreiche praxisorientierte Schriften publizierte er über Sortenversuche, über landwirtschaftliche Bodenkunde und über Geräte zur Bodenbearbeitung. Gisevius zeichnet als Herausgeber der fünften (1920) und sechsten (1923) Auflage des in der Berliner Verlagsbuchhandlung Paul Parey erschienenen „Illustrierten Landwirtschafts-Lexikons“.
Für seine Verdienste um die deutsche Landwirtschaft verlieh ihm die Deutsche Landwirtschafts-Gesellschaft die Große Silberne Max Eyth-Denkmünze. Seit 1917 führte Gisevius den Titel Geheimer Hofrat. Für hervorragende Verdienste um die Agrarwissenschaften verleiht die Landwirtschaftliche Fakultät der Universität Gießen seit 1963 eine „Gisevius-Plakette“.
Im Jahr 1953 wurde in Wien-Floridsdorf (21. Bezirk) die Giseviusgasse nach ihm benannt.

## Familie
Er heiratete 1884 Marie Stolzmann (1860–1920), eine Tochter des Konsistorialpräsident in Breslau Wilhelm Stolzmann (1826–1914). Nach dem Tod seiner ersten Frau heiratete er 1921 Adele Wilhelmine Henriette von Detmering (* 22. Februar 1868; † 1942), eine Tochter des Königlich Preußischer Generalleutnants Paul von Detmering (1831–1918). Er hatte mehrere Kinder aus erster Ehe:
- Anna (* 25. April 1886)
- Elisabeth (* 25. Juni 1888)
- Marie (* 6. Mai 1893; † 18. Dezember 1948) ⚭ Paul Kahle (1875–1964), Professor für Semitistik an der Universität Gießen
- Otto (* 12. Juni 1897; † 1973), Dr. med., Arzt

## Bücher und Schriften (Auswahl)
- Beiträge zur Methode der Bestimmung des specifischen Gewichts von Mineralien und der mechanischen Trennung von Mineral-Gemengen. Diss. phil. Univ. Bonn 1883. – Zugl. in: Die landwirthschaftlichen Versuchs-Stationen Bd. 28, 1883, S. 369–449.
- Karl Droysen und Paul Gisevius: Ackerbau. Verlagsbuchhandlung Paul Parey Berlin 1893; 10. Aufl. unter dem Titel Ackerbau, einschließlich Bodenkunde, Düngerlehre, Maschinenlehre und Meliorationslehre, ebd. 1921 = Landwirtschaftliche Unterrichtsbücher Bd. 1.
- Eduard Birnbaum: Pflanzenbau. Berlin: Parey 1893. Nach dem Tode von E. Birnbaum († 1894) neubearbeitet und herausgegeben von Paul Gisevius, 10. Aufl. ebd. 1920 = Landwirtschaftliche Jahrbücher Bd. 2.
- Der Wettbewerb der dänischen und der schwedischen Landwirte mit Deutschland. Reise-Erinnerungen (mit Albert Stutzer). Stuttgart: Ulmer 1904
- Führer durch das Versuchsfeld des Landw. Instituts der Landesuniversität Gießen 1905. Gießen: Münchow 1905
- Das Werden und Vergehen der Pflanzen. Leipzig: Teubner 1907 = Aus Natur- und Geisteswelt Bd. 173.
- Die landwirtschaftliche Naturkunde und landwirtschaftliche Volkswirtschaftslehre. Verlag E. Roth Gießen 1907; 2. Aufl. 1912; 3. Aufl. 1923.
- Bodenverbesserung und Bodenbearbeitung. Hannover: Jänecke 1907 = Bibliothek der gesamten Landwirtschaft Bd. 8.
- Führer durch die Feldversuche des Landw. Instituts der Landes-Universität Giessen 1911. Giessen: Nitschkowski 1911
- Paul Gisevius und Georg Derlitzki: Der Futterbau. Friedrichswerth (Thüringen): Meyer 1915 = Landwirtschaftliche Bücherei Bd. 12.
- Der Boden als Betriebsmittel in der Landwirtschaft. Gießen 1918. (Akademische Rede zur Jahresfeier der Hessischen Ludwigs-Universität).
- Illustriertes Landwirtschafts-Lexikon. Fünfte Auflage (1920) und sechste Auflage (1923) neubearbeitet und herausgegeben von Paul Gisevius. Berlin: Parey.